# Nederlandsche vogelen
Nederlandsche vogelen (français : Oiseaux des Pays-Bas) est un ouvrage d'ornithologie néerlandais par Cornelius Nozeman et Jan Christiaan Sepp publié en cinq tomes entre 1770 et 1829 à Amsterdam. Ces volumes décrivaient pour la première fois tous les oiseaux des Pays-Bas et constituent l'un des ouvrages les plus chers et prolongés de l'histoire de l'imprimerie néerlandaise.

## Développement de l'ouvrage

### Tome 1
Nederlandsche vogelen; volgens hunne huishouding, aert, en eigenschappen beschreeven door Cornelius Nozeman. Alle naer ’t leeven geheel nieuw en naeuwkeurig getekend, in ’ t koper gebragt en natuurlyk gekoleurd door, en onder opzicht van Christiaan Sepp en Zoon Amsterdam, J.C. Sepp en zoon, 1770.

### Tome 2, 3, 4 et 5
Nederlandsche vogelen; volgens hunne huishouding, aert, en eigenschappen beschreeven door Cornelius Nozeman [...] en verder, na zijn ed. overlyden, door Martinus Houttuyn. Alle naer ’t leeven geheel nieuw en naeuwkeurig getekend, in ’ t koper gebragt en natuurlyk gekoleurd door, en onder opzicht van Christiaan Sepp en Zoon. Amsterdam : J.C. Sepp en zoon, 1789 / 1797 / 1809 / 1829.

## Les auteurs
Cornelius Nozeman (1720 - 1786) fut pasteur protestant de la Fraternité remonstrante. Il a écrit les textes du tome premier de Nederlandsche vogelen (Oiseaux des Pays-Bas) et une grande partie du tome second. Après sa mort, le médecin et naturaliste Martinus Houttuyn (1720 - 1798) a continué l'œuvre. La dernière partie fut composée par l'éditeur assisté par Coenraad Jacob Temminck (1778 - 1858). Les images étaient gravées par - ou sous la surveillance de - Christiaan Sepp (±1700 - 1775), et après son décès par son fils Jan Christiaan Sepp (8 novembre 1739 - 29 novembre 1811) et son petit-fils Jan Sepp (18 septembre 1778 - 19 décembre 1853). La maison de Jan Christiaan Sepp et Fils était également éditeur. Il n'y a pas de signatures sur les planches, voilà pourquoi leur paternité n'est pas claire.

## L'œuvre
Nederlandsche vogelen fut le premier ouvrage d'origine néerlandaise consacré exclusivement à l'ornithologie et fut fameux comme le livre néerlandais le plus cher de son temps. Deux générations d'éditeurs y ont collaboré, cinq auteurs et une armée de dessinateurs, graveurs et coloristes à main. Nederlandsche vogelen fut un projet hors de prix. Tous les oiseaux étaient "dessinés de nouveau exactement d’après nature, gravés sur cuivre et colorés fidèlement." L'objet fut de représenter les oiseaux grandeur nature dans la mesure du possible, d’où le grand format de 56 x 39,5 cm des livres. Le livre parut en fascicules à relier. Après 59 ans l'ouvrage fut achevé avec la parution du cinquième tome. Chaque tome contient 50 gravures colorées. 

## Les illustrations
Les 250 planches de Nederlandsche vogelen représentent 192 espèces d'oiseaux sauvages, y compris sept déviations leucistiques, douze espèces de volaille et six races de colombe. L'ordre est arbitraire parce que l'on dessinait les oiseaux quand ils devenaient disponibles.

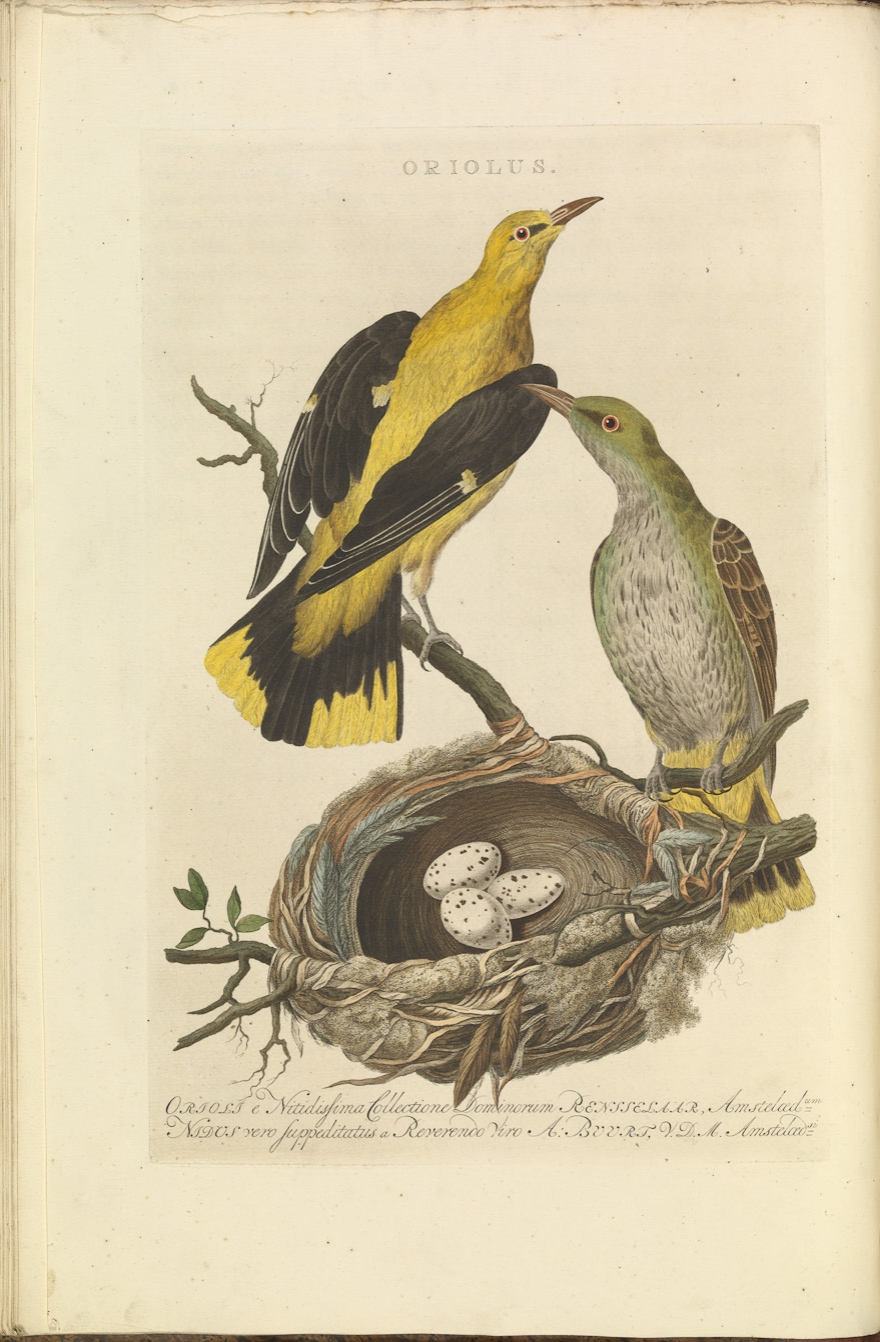
Oriolus oriolus (Loriot d'Europe, planche 11
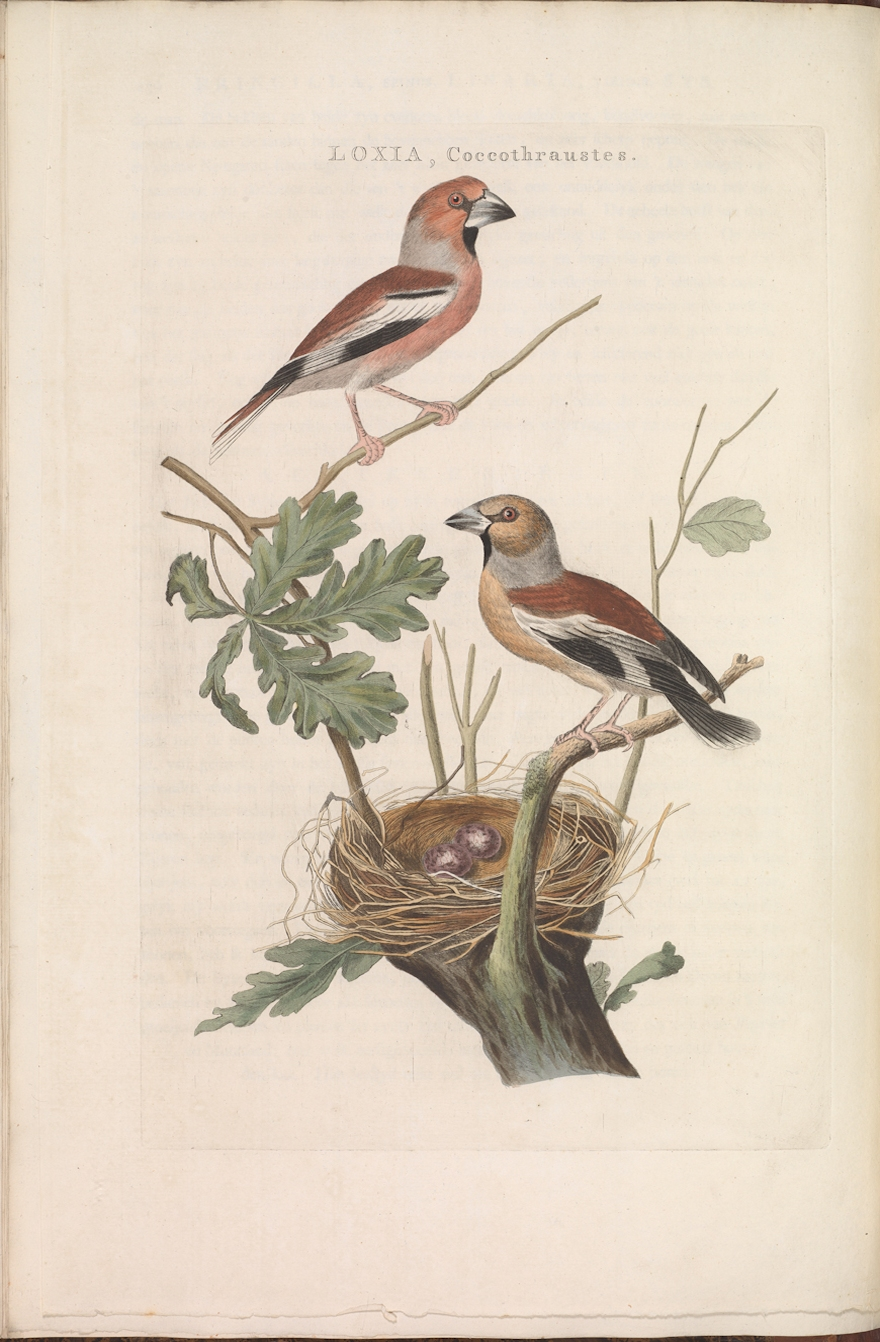
Coccothraustes coccothraustes (Gros-bec casse-noyaux), planche 71
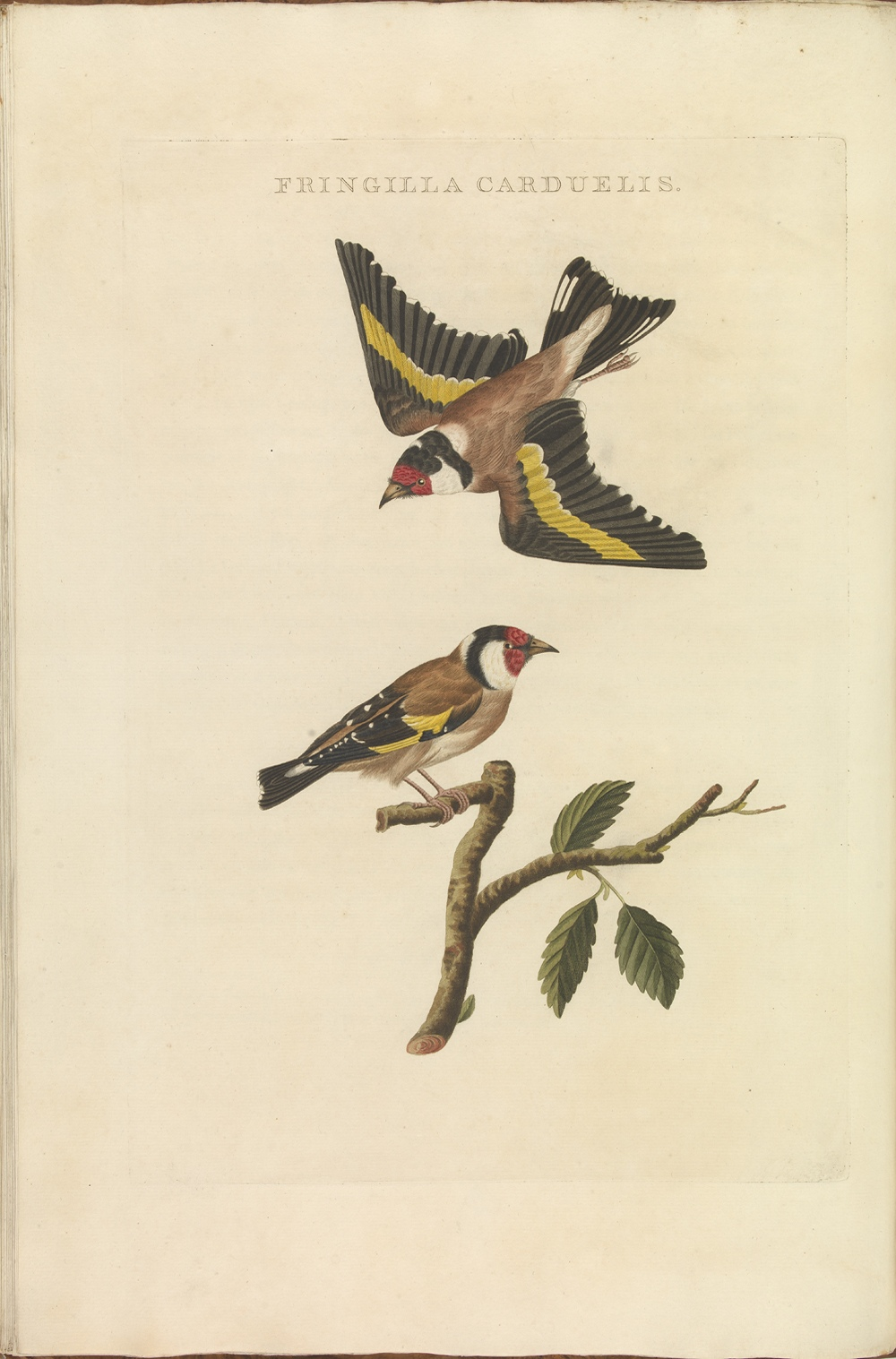
Fringilla Carduelis (Chardonneret élégant), planche 168
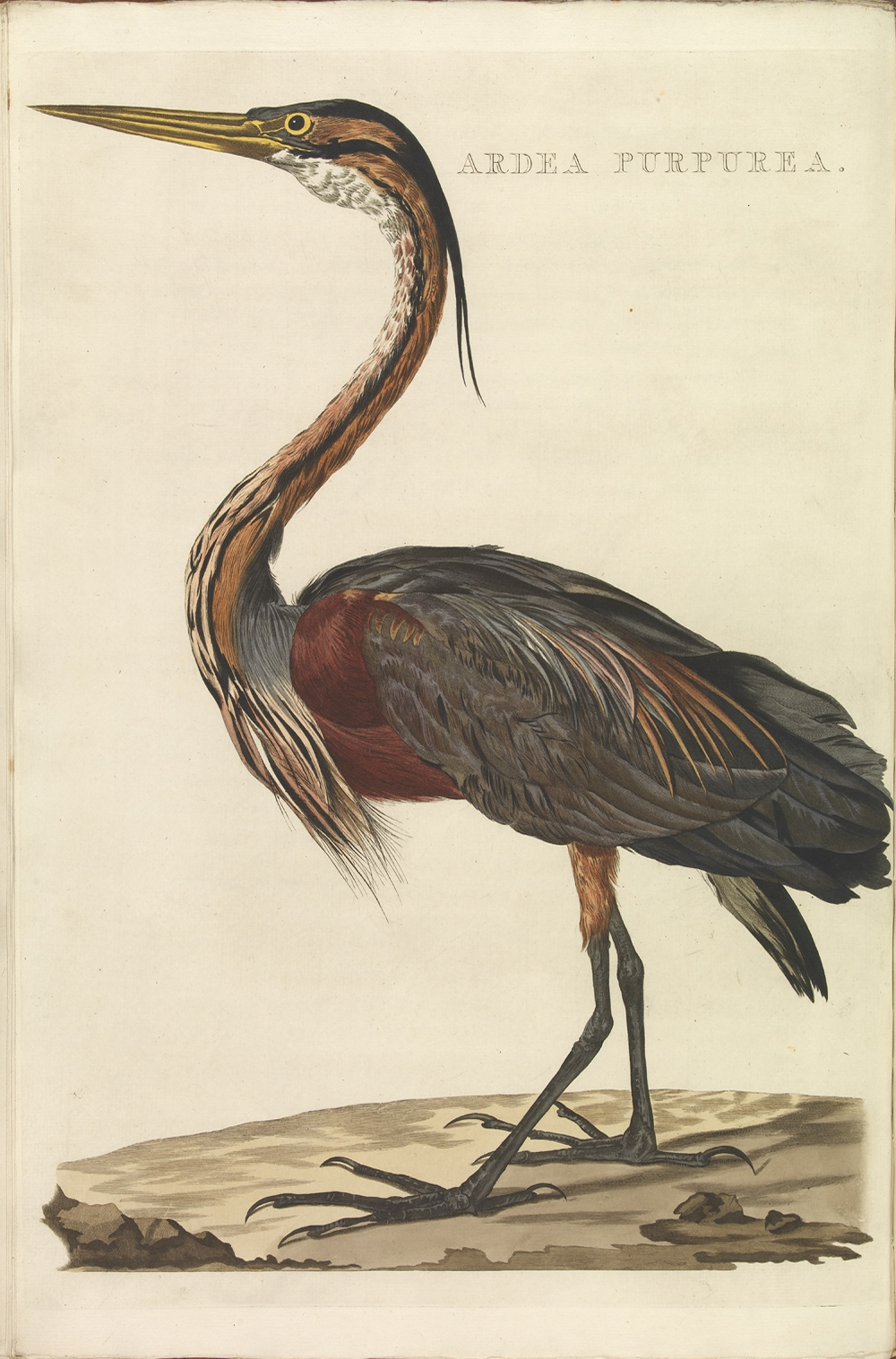
Ardea purpurea (Héron pourpré), planche 180
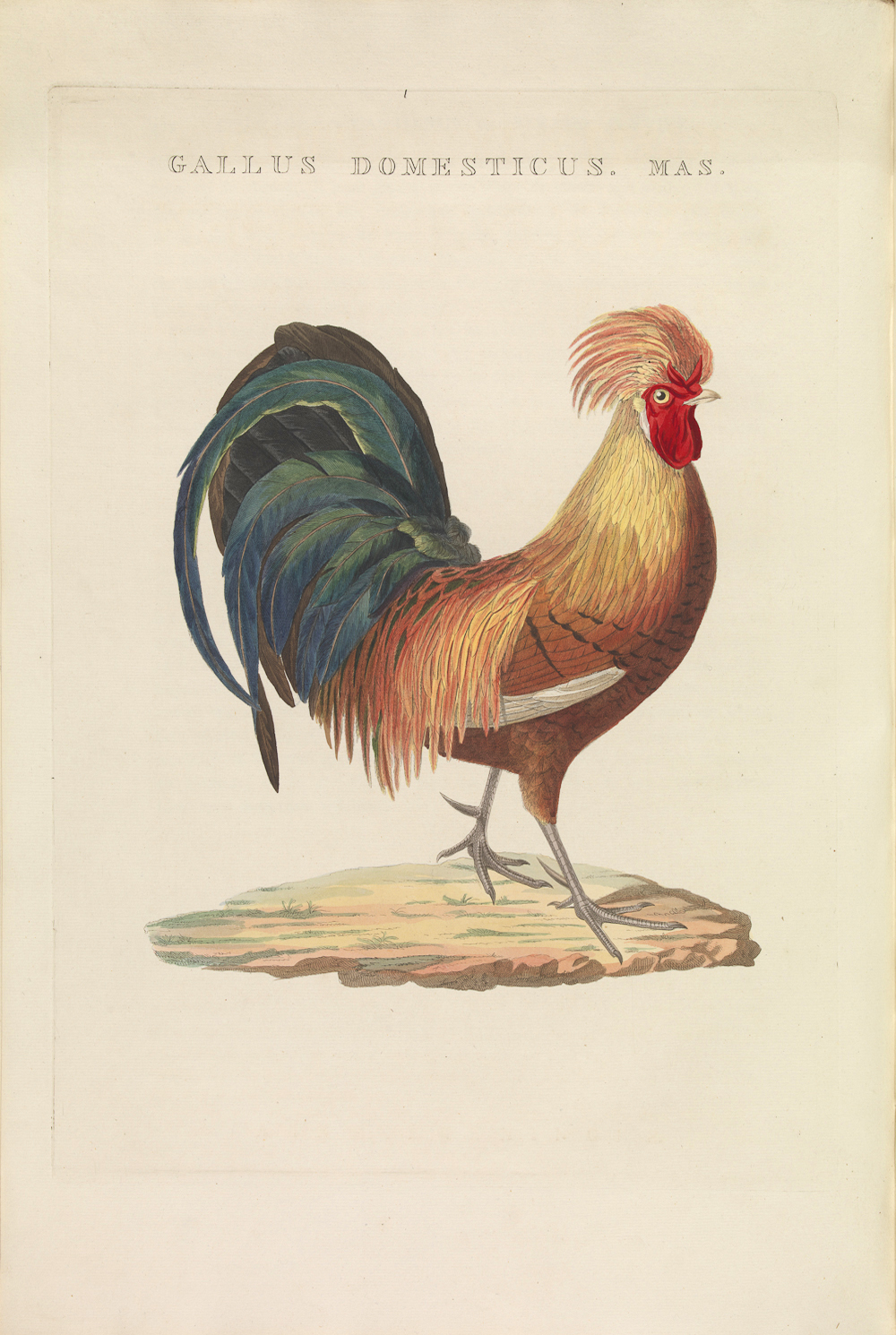
Gallus domesticus mas. (Coq), planche 240

## Rééditions

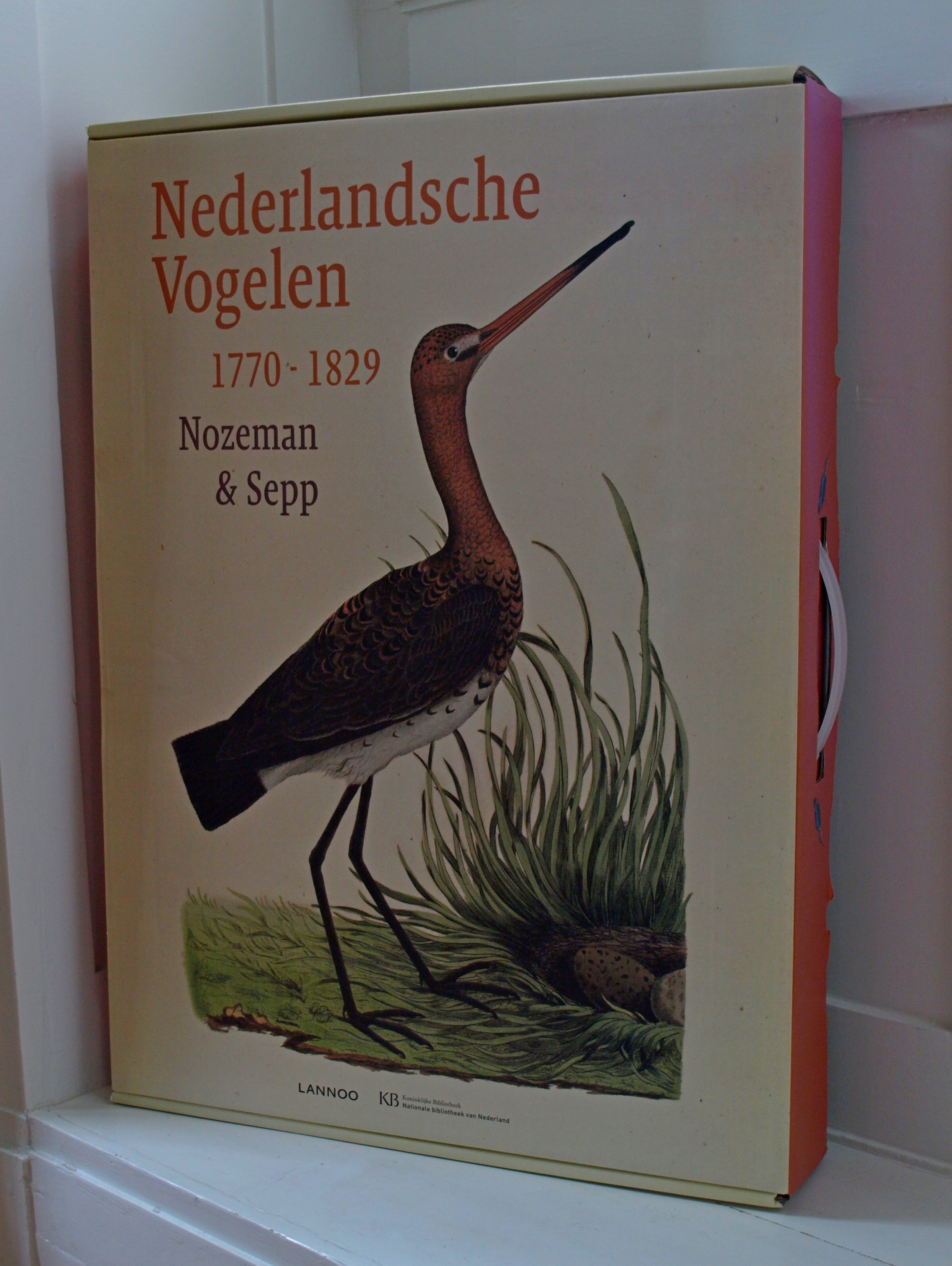
Nederlandsche Vogelen (réédition 2014)

- 1940 : réédition à tirage limité avec 16 gravures[5].
- 2014 : réédition collaborative et numérisée par la Bibliothèque royale des Pays-Bas et le groupe Lannoo.

## Donation à Wikimedia Commons
La Bibliothèque royale des Pays-Bas a fait don des 250 images de Nederlandsche vogelen à Wikimedia Commons en 2015.

## Littérature
- (nl) Brouwer G.A. (1943) - De waarde van Nozeman en Sepp's Nederlandsche Vogelen (1770-1829) voor de faunistiek. In: Ardea 32 (1-2): 74 - 107, à  télécharger.
- (nl) Korthof, Gert (2014) - Nederlandsche Vogelen (1) ; Een vernieuwend ornithologisch standaardwerk uit de 18e-19e eeuw. Blog date 2014-10-21, consulté 2015-05-14.
- (nl) Nozeman, Cornelius & Christiaan Sepp (1770 - 1829) - Nederlandsche vogelen. Réédition de 2014 en fac-similé: Tielt / Den Haag, Lannoo / Bibliothèque royale (Pays-Bas, Koninklijke Bibliotheek). Introduction par Marieke van Delft, Esther van Gelder et Lex Raat.